# Mats Knoester
Mats Knoester (Alphen aan den Rijn, 19 november 1998) is een Nederlands voetballer die doorgaans als verdediger speelt. Hij verruilde in 2025 Ferencváros voor Aberdeen.

## Carrière
Mats Knoester speelde in de jeugd van SV ARC en Feyenoord. Hier vertrok hij in de winterstop van 2018/19 voor een afkoopsom van €150.000 naar Heracles Almelo. Hij debuteerde voor Heracles op 9 februari 2019, in de met 1-0 gewonnen thuiswedstrijd tegen Ajax. Hij kwam in de blessuretijd in het veld voor Lennart Czyborra.
In het seizoen 2022/23 won Knoester met Ferencváros de Hongaarse landstitel. 
In 2025 won Knoester met Aberdeen de Scottish Cup. Niet veel later verlengde de Nederlandse verdediger zijn contract bij de Schotse club tot medio 2029.

### Statistieken
| Seizoen                    | Club            | Land           | Competitie     | Competitie | Competitie | Beker | Beker | Totaal | Totaal |
| Seizoen                    | Club            | Land           | Competitie     | Wed.       | Dlp.       | Wed.  | Dlp.  | Wed.   | Dlp.   |
| -------------------------- | --------------- | -------------- | -------------- | ---------- | ---------- | ----- | ----- | ------ | ------ |
| 2018/19                    | Heracles Almelo | Nederland      | Eredivisie     | 5          | 0          | 0     | 0     | 5      | 0      |
| 2019/20                    | Heracles Almelo | Nederland      | Eredivisie     | 25         | 0          | 2     | 0     | 27     | 0      |
| 2020/21                    | Heracles Almelo | Nederland      | Eredivisie     | 27         | 2          | 1     | 0     | 28     | 2      |
| 2021/22                    | Heracles Almelo | Nederland      | Eredivisie     | 31         | 0          | 1     | 0     | 33     | 0      |
| Carrièretotaal             | Carrièretotaal  | Carrièretotaal | Carrièretotaal | 88         | 2          | 4     | 0     | 92     | 2      |
| Bijgewerkt t/m 7 juli 2022 |                 |                |                |            |            |       |       |        |        |

## Erelijst
Ferencváros
- Nemzeti Bajnokság: 2022/23

 Aberdeen
- Scottish Cup: 2025